# Richard Duckwitz
Richard Duckwitz (* 28. Juni 1886 in Bremen; † 30. November 1972 in Bremen) war ein NSDAP-, DP- und GDP-Politiker und Bremer Bürgermeister.

## Biografie

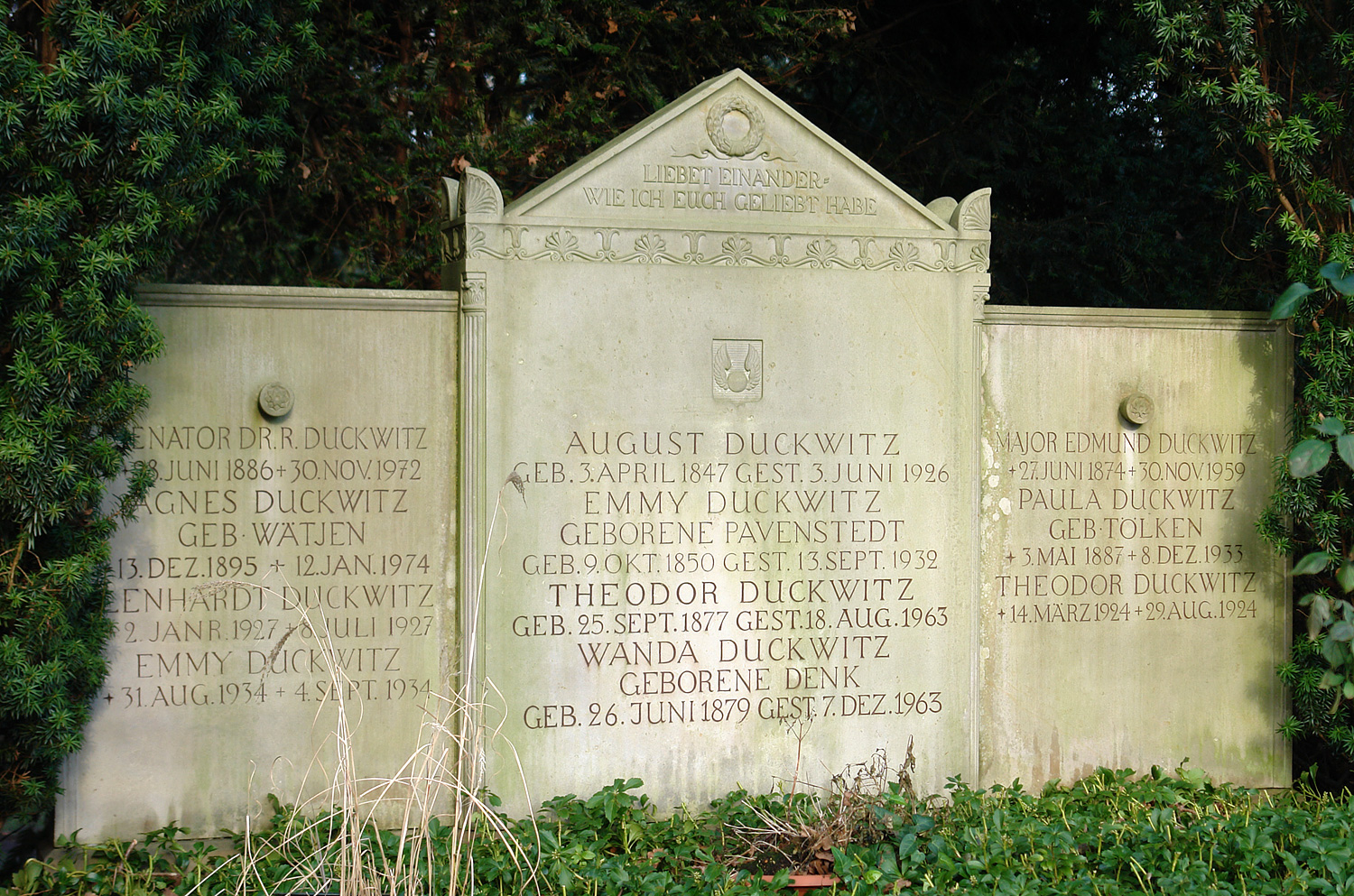
Familiengrab Duckwitz auf dem Osterholzer Friedhof

### Anfänge
Duckwitz kam als Sohn eines Kaufmanns und Enkel des ehemaligen Bremer Bürgermeisters Arnold Duckwitz zur Welt. Nach dem Abschluss des Gymnasiums studierte er Rechtswissenschaften in Heidelberg, München und Marburg. In Heidelberg wurde er Mitglied des Corps Vandalia Heidelberg. Am Ende des Studiums stand seine Promotion. Im ersten Jahr des Ersten Weltkrieges leistete er für kurze Zeit Kriegsdienst. Fünf Jahre darauf ernannte man ihn zum Syndicus des Bremer Senats in der Verwaltung für Häfen, Handel und Schifffahrt.

### Politisches Leben

#### Mitglied in der Deutschen Demokratischen Partei
Nach einer kurzen einjährigen Mitgliedschaft in der Deutschen Demokratischen Partei von 1919 bis 1920 wurde er am 1. Oktober 1927 Staatsrat in Bremen der Verwaltung für Häfen, Schifffahrt und Verkehr. Im Oktober 1931 wurde er Präsident der Finanzverwaltung.

#### Mitglied in der NSDAP
Wenige Monate nach der Machtübernahme der Nationalsozialisten trat er zum 1. Mai 1933 in die NSDAP ein (Mitgliedsnummer 3.075.134). Am 1. April 1943 ernannte man ihn zum neuen Finanzsenator. Im gleichen Jahr erhielt er in der Reiter-SA, der er ebenfalls angehörte, den Rang eines Sturmführers (ehrenhalber). Duckwitz
wurde "in einem umfangreichen, im Frühjahr 1937 anlässlich der Überleitung vom Parteianwärter zum Vollmitglied der NSDAP entstandenen parteiinternen
Schriftwechsel von der zuständigen Ortsgruppe und der Bremer Kreisleitung als verlässlicher Nationalsozialist bezeichnet wird, während ihn altgediente Bremer
Parteigenossen als „Karrieristen“ charakterisieren".
Im darauffolgenden Jahr wurde er am 1. Juli Kommissarischer Bürgermeister der Stadt Bremen. In den letzten Kriegsmonaten setzte er sich – erfolglos – für eine kampflose Übergabe Bremens an die Alliierten ein. Die 1945 vorgesehenen Sprengungen von Hafenanlagen konnte er verhindern. Seine Amtszeit endete mit der Einnahme der Stadt am 27. April 1945. 1948 wurde er zunächst als Mitläufer entnazifiziert und auf Initiative des Senators politische Befreiung Alexander Lifschütz im August 1948 als entlastet eingestuft.

#### Mitglied in der Deutschen Partei/Gesamtdeutschen Partei und Hospitant in der CDU
Ab 1951 war er für die rechtsgerichtete Deutsche Partei Mandatsträger in der Bremischen Bürgerschaft und stellvertretender Landesvorsitzender der Partei. Die DP fusionierte 1961 mit dem GB/BHE zur Gesamtdeutschen Partei. 1962 trat Duckwitz aus dieser Partei aus und hospitierte in der CDU-Fraktion.
Die Grabstelle der Familie Duckwitz befindet sich auf dem Osterholzer Friedhof.

## Veröffentlichungen
- Aufstieg und Blüte einer Hansestadt: Von bremischer Leistung in der Welt. Bürgermeister Barkhausen und seine Zeit. Schünemann, Bremen 1951.
- Bremen zur Zeit der Demokratie und Diktatur: Erlebte Probleme und Lösungen. Schünemann, Bremen 1950.